# Церковь Николая Чудотворца (Благовещенск)
Церковь Николая Чудотворца — храм, ныне (2024) действующий, в городе Благовещенске Амурской области России. После вхождения Амурской области в состав Камчатской епархии центр духовной жизни всего Дальнего Востока сосредоточился в Благовещенске. Первая деревянная церковь стала самым первым храмом во всём Приамурском крае, возле которого в 1858 году было торжественно отмечено заключение Айгунского договора, сопровождавшегося молитвенным торжеством в храме и возвращение Приамурья России. До 1864 года Свято-Никольская церковь служила кафедральным собором. С первой церкви Усть-Зейского поста и началось строительство Благовещенска. Церковь Николая Чудотворца — единственный отдельно стоящий храм, который сохранился в советское время, однако в 1980 году был разобран.
С 2023 года церковь Николая Чудотворца находится на территории выявленного объекта культурного наследия «Достопримечательное место Переулок Рёлочный» — зоны ценной исторической и современной застроек на участке между улицами Комсомольская и Мухина.

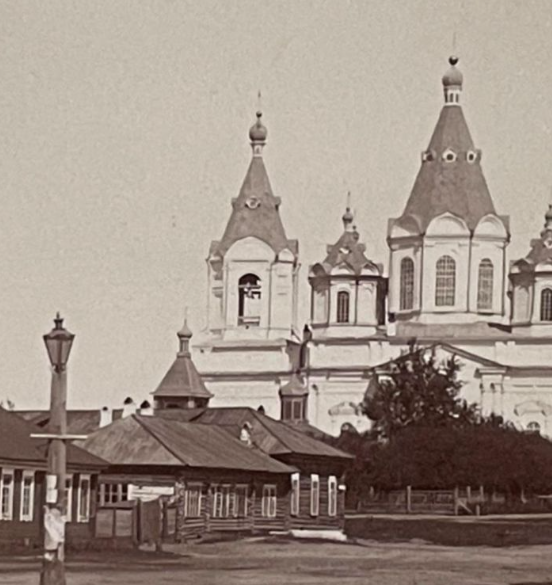
Перед каменной Покровской церковью самое первое здание Благовещенска — Свято-Никольский храм (фото Э. Т. Нино 1890 года)

## История

### Предыстория
Впервые на месте слияния Амура и Зеи русские землепроходцы появились летом 1644 года. Это был казачий отряд письменного головы Василия Пояркова численностью 133 человека, посланный в июне 1643 года из Якутска. Однако в низовья Зеи прибыло только 90 человек. Остальные погибли во время зимовки от голода и ран, полученных в стычках с местными племенами. Второй поход русских к устью Зеи был совершён в 1649 году Ерофеем Хабаровым в надежде построить на этом месте острог. После подписания в 1689 году Нерчинского договора русские покинули левый берег Амура.

### Постройка храма
2 июня 1856 года на левом берегу реки Амур при впадении в него Зеи было основано русское военное поселение Усть-Зейский пост. На посту был оставлен отряд в количестве 50 (или 60) казаков. Отряд жил в землянках. Во время зимовки (с октября 1856 года по март 1857-го) больша́я часть его погибла от тифозной горячки, а оставшиеся в живых были не в силах даже похоронить умерших. Их складывали в бывший склад продовольствия, который зимой использовали как мертвокладную. Летом 1857 года по инициативе священника Александра Сизого на возвышенном месте (рёлке) был построен первый храм, который стал и первым домом будущего Благовещенска. Храм-часовню построили из брёвен мертвокладной, сплавленных на две версты ниже бывшего поста, солдаты линейного батальона и на следующий день она была освящена во имя Святителя Николая, Мирликийского Чудотворца. Согласно амурских экклезионимов часовня получила название «Свято-Никольская церковь». Но в первые годы церковь официально именовалась как «Походная Николаевская церковь Якутской епархии» или «Якутская походная Николаевская церковь». В тот же год Усть-Зейский пост переименовали в Усть-Зейскую станицу. В 1858 году к Свято-Никольской часовне была сделана пристройка, а в 1859 — достроена колокольня. До 1864 года Свято-Никольская церковь являлась главным храмом города, пока не был построен кафедральный собор Благовещения Пресвятой Богородицы. Иконы для первой церкви писал ссыльный Семён Григорьев.
В 1873 году Свято-Никольскую церковь посетил великий князь Алексей Александрович, а в 1891 году — цесаревич Николай, будущий Император России. Он пожертвовал деньги на ремонт храма и объявил себя его покровителем.
В 1858 году в честь подписания Айгунского договора, определившего границу между Российской и Цинской империями, возле Свято-Никольской церкви был торжественно поднят государственный флаг России. До революции 1917 года флаг России находился на территории церкви, а потом был демонтирован. В 1998 году при строительстве нового собора Благовещения Пресвятой Богородицы археологи обнаружили круглый фундамент, который был под флагом. Таким образом удалось установить точное место, где он стоял изначально. После завершения строительства кафедрального собора 22 августа 2003 года на том же самом месте был снова поднят государственный флаг России.

### Упразднение и возрождение
В 1930 году Свято-Никольскую церковь закрыли по решению органов власти. Храм, без купола и колокольни, которая была снесена ещё в 1920-е годы, сохранился до 1980 года. В 1980-м историческое здание снесли как ветхое и не подлежащее ремонту, хотя оно являлось памятником архитектуры. В советское время здание использовалось для различных учреждений. Через 16 лет первый дом города решено было восстановить. Он был вновь построен рядом с новым Благовещенским кафедральным собором и освящён 10 января 2010 года святителем Гавриилом (Стеблюченко).